# Otto Szmidt
Otto Juljewicz Szmidt (ros. Отто Юльевич Шмидт, ur. 18 września?/30 września 1891 w Mohylewie, zm. 7 września 1956 w Moskwie) – radziecki astronom, geofizyk, matematyk, akademik Radzieckiej Akademii Nauk w (1935) i Ukraińskiej Akademii Nauk (1934) Bohater Związku Radzieckiego (27 czerwca 1937), członek Komunistycznej Partii Związku Radzieckiego od 1918.

## Życiorys
Jego przodkami ze strony ojca byli Niemcy, którzy przybyli w drugiej połowie XVIII wieku do Kurlandii (ówcześnie lenno Rzeczypospolitej, obecnie Łotwa), a matka była pochodzenia łotewskiego.
W 1921 przewodniczący delegacji rosyjsko-ukraińsko-białoruskiej w Mieszanej Komisji Reewakuacyjnej i Specjalnej Komisji Mieszanej, utworzonych na mocy Traktatu Ryskiego (zob. D. Matelski: Losy polskich dóbr kultury w Rosji i ZSRR, Poznań 2004).
W latach 1924–1941 był redaktorem naczelnym Wielkiej Encyklopedii Radzieckiej.
W 1933 r. został kierownikiem ekspedycji polarnej na statku „Czeluskin”, która miała pokonać bez zawijania do portów trasę z Murmańska do Władywostoku Przejściem Północno-Wschodnim. 13 lutego 1934 r. statek zatonął, zgnieciony przez lody, na Morzu Czukockim. Szmidta i całą resztę ekspedycji uratowano dzięki brawurowej akcji radzieckich lotników, którzy podjęli ich z pola lodowego.
Przyznano mu Złotą Gwiazdę Bohatera Związku Radzieckiego, trzykrotnie Order Lenina (1932, 1937 i 1953), dwukrotnie Order Czerwonego Sztandaru Pracy (1936 i 1945), Order Czerwonej Gwiazdy (1934) i inne odznaczenia. Na jego cześć nazwano wyspę. 